# Station Beaconsfield
Beaconsfield is een spoorwegstation in Engeland in de plaats Beaconsfield. Het station werd geopend in 1906.